# 毛萼越桔
毛萼越桔（学名：Vaccinium pubicalyx），为杜鹃花科越桔属下的一个种。

## 扩展阅读
維基物種上的相關：毛萼越桔